# Первомайская аллея
Первома́йская алле́я (с 1939 года до 1990 года — Ма́йский проспе́кт) — аллея, расположенная в Восточном административном округе города Москвы на территории района Измайлово.

## История
Аллея получила современное название в 1990 году по близости от Первомайской улицы. В 1939—1990 годах аллея называлась Ма́йский проспе́кт, возможно, данное название не несло идеологической окраски.

## Расположение
Первомайская аллея проходит по территории Измайловского парка от Измайловского проспекта на юг, пересекает Московский и Елагинский проспекты и оканчивается, не доходя до шоссе Энтузиастов. Нумерация начинается от Измайловского проспекта.

## Транспорт

### Наземный транспорт
По Первомайской аллее маршруты наземного общественного транспорта не проходят. У северного конца аллеи расположены остановка «Главная аллея» трамваев 11, 12, 34 (на Измайловском проспекте) и остановка «Измайловский проспект» автобусов 20, 211 (на Главной аллее); у середины аллеи, на Московском проспекте, — остановка «Детский городок» автобусов 7, 131; у южного конца аллеи, на шоссе Энтузиастов, — «Улица Плеханова» автобусов 125, 141, 214, 702, т30, т53, трамваев 36, 37, 38, 43.

### Метро
- Станция метро «Партизанская» Арбатско-Покровской линии — у северного конца аллеи, на Измайловском шоссе
- Станция метро «Шоссе Энтузиастов» Калининской линии — у южного конца аллеи, на шоссе Энтузиастов

### Железнодорожный транспорт
- Станция МЦК «Измайлово» — ближе к северному концу аллеи, на Окружном проезде
- Станция МЦК «Соколиная Гора» — ближе к середине аллеи, на 1-й улице Измайловского Зверинца
- Станция МЦК «Шоссе Энтузиастов» — у южного конца аллеи, на шоссе Энтузиастов